# Solveiga
Solveiga ist ein weiblicher Vorname.

## Herkunft und Bedeutung
Der Name ist die litauische und lettische Form des Namens Solveig.

## Bekannte Namensträgerinnen
- Solveiga Palevičienė (* 1978), litauische Juristin